# Ramszir
Ramszir (perski: رامشير) – miasto w Iranie, w ostanie Chuzestan. W 2006 roku liczyło 24 782 mieszkańców.